# Partecipanti al Giro d'Italia 2012
Elenco dei partecipanti al Giro d'Italia 2012.
Il Giro d'Italia 2012 fu la novantacinquesima edizione della corsa. Alla competizione presero parte 22 squadre, 18 iscritte all'UCI ProTour più quattro squadre invitate, ciascuna delle quali composta da nove corridori, per un totale di 198 ciclisti. La corsa partì il 5 maggio da Herning (Danimarca) e terminò il 27 maggio a Milano; in quest'ultima località portarono a termine la competizione 157 corridori. 

## Corridori per squadra
| Lampre-ISD                           | Lampre-ISD                           | Lampre-ISD                           | FDJ-BigMat                   | FDJ-BigMat                   | FDJ-BigMat                   | Rabobank Cycling Team         | Rabobank Cycling Team         | Rabobank Cycling Team         |
| ------------------------------------ | ------------------------------------ | ------------------------------------ | ---------------------------- | ---------------------------- | ---------------------------- | ----------------------------- | ----------------------------- | ----------------------------- |
| 1                                    | Michele Scarponi                     | 4º                                   | 81                           | Sandy Casar                  | 25º                          | 161                           | Mark Renshaw                  | NP 14ª                        |
| 2                                    | Damiano Cunego                       | 6º                                   | 82                           | Mickaël Delage               | 144º                         | 162                           | Juan Manuel Gárate            | 59º                           |
| 3                                    | Diego Ulissi                         | 21º                                  | 83                           | Arnaud Démare                | R 14ª                        | 163                           | Theo Bos                      | NP 17ª                        |
| 4                                    | Matteo Bono                          | 99º                                  | 84                           | William Bonnet               | NP 12ª                       | 164                           | Tom Leezer                    | R 11ª                         |
| 5                                    | Adriano Malori                       | 68º                                  | 85                           | Francis Mourey               | 78º                          | 165                           | Stef Clement                  | 71º                           |
| 6                                    | Przemysław Niemiec                   | 39º                                  | 86                           | Geoffrey Soupe               | 76º                          | 166                           | Grischa Niermann              | 55º                           |
| 7                                    | Daniele Pietropolli                  | 91º                                  | 87                           | Gabriel Rasch                | 151º                         | 167                           | Tom-Jelte Slagter             | 30º                           |
| 8                                    | Daniele Righi                        | 101º                                 | 88                           | Dominique Rollin             | EX 20ª                       | 168                           | Graeme Brown                  | R 15ª                         |
| 9                                    | Alessandro Spezialetti               | 77º                                  | 89                           | Jussi Veikkanen              | 146º                         | 169                           | Dennis van Winden             | R 8ª                          |
| Manager: Giuseppe Saronni            | Manager: Giuseppe Saronni            | Manager: Giuseppe Saronni            | Manager: Martial Gayant      | Manager: Martial Gayant      | Manager: Martial Gayant      | Manager: Jan Boven            | Manager: Jan Boven            | Manager: Jan Boven            |
| AG2R La Mondiale                     | AG2R La Mondiale                     | AG2R La Mondiale                     | Team Garmin-Barracuda        | Team Garmin-Barracuda        | Team Garmin-Barracuda        | RadioShack-Nissan             | RadioShack-Nissan             | RadioShack-Nissan             |
| 11                                   | John Gadret                          | 11º                                  | 91                           | Tyler Farrar                 | R 6ª                         | 171                           | Fränk Schleck                 | R 15ª                         |
| 12                                   | Manuel Belletti                      | R 15ª                                | 92                           | Sébastien Rosseler           | 125º                         | 172                           | Jan Bakelants                 | 34º                           |
| 13                                   | Julien Bérard                        | 110º                                 | 93                           | Jack Bauer                   | 114º                         | 173                           | Daniele Bennati               | NP 8ª                         |
| 14                                   | Guillaume Bonnafond                  | 90º                                  | 94                           | Ramūnas Navardauskas         | 137º                         | 174                           | Ben Hermans                   | 73º                           |
| 15                                   | Hubert Dupont                        | 16º                                  | 95                           | Ryder Hesjedal               | 1º                           | 175                           | Giacomo Nizzolo               | 130º                          |
| 16                                   | Ben Gastauer                         | 67º                                  | 96                           | Robert Hunter                | EX 20ª                       | 176                           | Nélson Oliveira               | 64º                           |
| 17                                   | Gregor Gazvoda                       | 134º                                 | 97                           | Alex Rasmussen               | 150º                         | 177                           | Thomas Rohregger              | 31º                           |
| 18                                   | Matteo Montaguti                     | 81º                                  | 98                           | Peter Stetina                | 27º                          | 178                           | Jesse Sergent                 | 139º                          |
| 19                                   | Mathieu Perget                       | 53º                                  | 99                           | Christian Vande Velde        | 22º                          | 179                           | Oliver Zaugg                  | 56º                           |
| Manager: Laurent Biondi              | Manager: Laurent Biondi              | Manager: Laurent Biondi              | Manager: Charles Wegelius    | Manager: Charles Wegelius    | Manager: Charles Wegelius    | Manager: Luca Guercilena      | Manager: Luca Guercilena      | Manager: Luca Guercilena      |
| Androni Giocattoli-Venezuela         | Androni Giocattoli-Venezuela         | Androni Giocattoli-Venezuela         | Orica-GreenEDGE              | Orica-GreenEDGE              | Orica-GreenEDGE              | Sky Procycling                | Sky Procycling                | Sky Procycling                |
| 21                                   | José Rujano                          | R 19ª                                | 100                          | Matthew Goss                 | NP 14ª                       | 181                           | Mark Cavendish                | 145º                          |
| 22                                   | José Serpa                           | 87º                                  | 101                          | Fumiyuki Beppu               | 121º                         | 182                           | Bernhard Eisel                | 152º                          |
| 23                                   | Emanuele Sella                       | 45º                                  | 102                          | Jack Bobridge                | R 20ª                        | 183                           | Juan Antonio Flecha           | 36º                           |
| 24                                   | Roberto Ferrari                      | 147º                                 | 103                          | Daryl Impey                  | NP 17ª                       | 184                           | Sergio Henao                  | 9º                            |
| 25                                   | Fabio Felline                        | 50º                                  | 104                          | Jens Keukeleire              | 127º                         | 185                           | Peter Kennaugh                | R 17ª                         |
| 26                                   | Alessandro De Marchi                 | 98º                                  | 105                          | Brett Lancaster              | NP 14ª                       | 186                           | Ian Stannard                  | 132º                          |
| 27                                   | Miguel Ángel Rubiano                 | 62º                                  | 106                          | Christian Meier              | 135º                         | 187                           | Jeremy Hunt                   | NP 15ª                        |
| 28                                   | Carlos José Ochoa                    | NP 18ª                               | 107                          | Svein Tuft                   | 148º                         | 188                           | Geraint Thomas                | 80º                           |
| 29                                   | Jackson Rodríguez                    | 49º                                  | 109                          | Tomas Vaitkus                | R 17ª                        | 189                           | Rigoberto Urán                | 7º                            |
| Manager: Gianni Savio                | Manager: Gianni Savio                | Manager: Gianni Savio                | Manager: Matthew White       | Manager: Matthew White       | Manager: Matthew White       | Manager: Steven de Jongh      | Manager: Steven de Jongh      | Manager: Steven de Jongh      |
| Astana Pro Team                      | Astana Pro Team                      | Astana Pro Team                      | Katusha Team                 | Katusha Team                 | Katusha Team                 | Team NetApp                   | Team NetApp                   | Team NetApp                   |
| 31                                   | Roman Kreuziger                      | 15º                                  | 111                          | Joaquim Rodríguez            | 2º                           | 191                           | Cesare Benedetti              | 107º                          |
| 32                                   | Enrico Gasparotto                    | 66º                                  | 112                          | Pavel Brutt                  | 95º                          | 192                           | Jan Bárta                     | 65º                           |
| 33                                   | Paolo Tiralongo                      | 23º                                  | 113                          | Michail Ignat'ev             | 143º                         | 193                           | Timon Seubert                 | R 20ª                         |
| 34                                   | Simone Ponzi                         | 88º                                  | 114                          | Alexander Kristoff           | 149º                         | 194                           | Andreas Schillinger           | 154º                          |
| 35                                   | Aleksandr D'jačenko                  | 119º                                 | 115                          | Aljaksandr Kučynski          | 118º                         | 195                           | Bartosz Huzarski              | 70º                           |
| 36                                   | Andrej Zejc                          | 85º                                  | 116                          | Alberto Losada               | 54º                          | 196                           | Reto Hollenstein              | R 13ª                         |
| 37                                   | Kevin Seeldraeyers                   | 33º                                  | 117                          | Daniel Moreno                | 20º                          | 197                           | Andreas Dietziker             | 109º                          |
| 38                                   | Evgenij Petrov                       | 61º                                  | 118                          | Gatis Smukulis               | 84º                          | 198                           | Matthias Brändle              | 111º                          |
| 39                                   | Tanel Kangert                        | 26º                                  | 119                          | Ángel Vicioso                | 69º                          | 199                           | Daniel Schorn                 | 124º                          |
| Manager: Giuseppe Martinelli         | Manager: Giuseppe Martinelli         | Manager: Giuseppe Martinelli         | Manager: Valerio Piva        | Manager: Valerio Piva        | Manager: Valerio Piva        | Manager: Jens Heppner         | Manager: Jens Heppner         | Manager: Jens Heppner         |
| BMC Racing Team                      | BMC Racing Team                      | BMC Racing Team                      | Liquigas-Cannondale          | Liquigas-Cannondale          | Liquigas-Cannondale          | Team Saxo Bank                | Team Saxo Bank                | Team Saxo Bank                |
| 41                                   | Thor Hushovd                         | R 6ª                                 | 121                          | Ivan Basso                   | 5º                           | 201                           | Matteo Tosatto                | 104º                          |
| 42                                   | Alessandro Ballan                    | 103º                                 | 122                          | Valerio Agnoli               | 57º                          | 202                           | Anders Lund                   | 112º                          |
| 43                                   | Mathias Frank                        | 83º                                  | 123                          | Maciej Bodnar                | 117º                         | 203                           | Volodymyr Hustov              | 63º                           |
| 44                                   | Taylor Phinney                       | 155º                                 | 124                          | Eros Capecchi                | 37º                          | 204                           | Jonas Aaen Jørgensen          | 141º                          |
| 45                                   | Marco Pinotti                        | 41º                                  | 125                          | Damiano Caruso               | 24º                          | 205                           | Juan José Haedo               | NP 14ª                        |
| 46                                   | Mauro Santambrogio                   | 86º                                  | 126                          | Paolo Longo Borghini         | 108º                         | 206                           | Luke Roberts                  | 115º                          |
| 47                                   | Ivan Santaromita                     | 52º                                  | 127                          | Cristiano Salerno            | 105º                         | 207                           | Mads Christensen              | R 12ª                         |
| 48                                   | Johann Tschopp                       | 14º                                  | 128                          | Sylwester Szmyd              | 28º                          | 208                           | Manuele Boaro                 | 131º                          |
| 49                                   | Danilo Wyss                          | 82º                                  | 129                          | Fabio Sabatini               | 79º                          | 209                           | Lucas Sebastián Haedo         | 128º                          |
| Manager: Fabio Baldato               | Manager: Fabio Baldato               | Manager: Fabio Baldato               | Manager: Stefano Zanatta     | Manager: Stefano Zanatta     | Manager: Stefano Zanatta     | Manager: Philippe Mauduit     | Manager: Philippe Mauduit     | Manager: Philippe Mauduit     |
| Colnago-CSF Inox                     | Colnago-CSF Inox                     | Colnago-CSF Inox                     | Lotto-Belisol Team           | Lotto-Belisol Team           | Lotto-Belisol Team           | Vacansoleil-DCM               | Vacansoleil-DCM               | Vacansoleil-DCM               |
| 51                                   | Domenico Pozzovivo                   | 8º                                   | 131                          | Bart De Clercq               | 40º                          | 211                           | Matteo Carrara                | 96º                           |
| 52                                   | Sacha Modolo                         | 138º                                 | 132                          | Brian Bulgaç                 | 102º                         | 212                           | Thomas De Gendt               | 3º                            |
| 53                                   | Enrico Battaglin                     | 74º                                  | 133                          | Francis De Greef             | 19º                          | 213                           | Romain Feillu                 | R 6ª                          |
| 54                                   | Gianluca Brambilla                   | 13º                                  | 134                          | Lars Bak                     | 72º                          | 214                           | Sergej Lagutin                | 32º                           |
| 55                                   | Stefano Pirazzi                      | 46º                                  | 135                          | Gaëtan Bille                 | R 17ª                        | 215                           | Gustav Larsson                | 35º                           |
| 56                                   | Sonny Colbrelli                      | 100º                                 | 136                          | Adam Hansen                  | 94º                          | 216                           | Tomasz Marczyński             | FTM 12ª                       |
| 57                                   | Stefano Locatelli                    | NP 16ª                               | 137                          | Olivier Kaisen               | 142º                         | 217                           | Martijn Keizer                | 126º                          |
| 58                                   | Angelo Pagani                        | 97º                                  | 138                          | Gianni Meersman              | R 7ª                         | 218                           | Stefan Denifl                 | 75º                           |
| 59                                   | Marco Coledan                        | 153º                                 | 139                          | Dennis Vanendert             | 133º                         | 219                           | Mirko Selvaggi                | 122º                          |
| Manager: Roberto Reverberi           | Manager: Roberto Reverberi           | Manager: Roberto Reverberi           | Manager: Bart Leysen         | Manager: Bart Leysen         | Manager: Bart Leysen         | Manager: Jean-Paul van Poppel | Manager: Jean-Paul van Poppel | Manager: Jean-Paul van Poppel |
| Euskaltel-Euskadi                    | Euskaltel-Euskadi                    | Euskaltel-Euskadi                    | Movistar Team                | Movistar Team                | Movistar Team                |                               |                               |                               |
| 61                                   | Mikel Nieve                          | 10º                                  | 141                          | Giovanni Visconti            | R 15ª                        |                               |                               |                               |
| 62                                   | Adrián Sáez                          | 156º                                 | 142                          | Marzio Bruseghin             | 17º                          |                               |                               |                               |
| 63                                   | Jon Izagirre                         | 48º                                  | 143                          | José Herrada                 | 44º                          |                               |                               |                               |
| 64                                   | Miguel Mínguez                       | 157º                                 | 144                          | Beñat Intxausti              | 38º                          |                               |                               |                               |
| 65                                   | Pierre Cazaux                        | 123º                                 | 145                          | Pablo Lastras                | R 6ª                         |                               |                               |                               |
| 66                                   | Víctor Cabedo                        | 129º                                 | 146                          | Andrey Amador                | 29º                          |                               |                               |                               |
| 67                                   | Iván Velasco                         | EX 20ª                               | 147                          | Sergio Pardilla              | 18º                          |                               |                               |                               |
| 68                                   | Amets Txurruka                       | 42º                                  | 148                          | Branislaŭ Samojlaŭ           | 43º                          |                               |                               |                               |
| 69                                   | Juan José Oroz                       | 51º                                  | 149                          | Francisco Ventoso            | 92º                          |                               |                               |                               |
| Manager: Álvaro González de Galdeano | Manager: Álvaro González de Galdeano | Manager: Álvaro González de Galdeano | Manager: José Luis Jaimerena | Manager: José Luis Jaimerena | Manager: José Luis Jaimerena |                               |                               |                               |
| Farnese Vini-Selle Italia            | Farnese Vini-Selle Italia            | Farnese Vini-Selle Italia            | Omega Pharma-Quickstep       | Omega Pharma-Quickstep       | Omega Pharma-Quickstep       |                               |                               |                               |
| 71                                   | Filippo Pozzato                      | NP 10ª                               | 151                          | Dario Cataldo                | 12º                          |                               |                               |                               |
| 72                                   | Oscar Gatto                          | 113º                                 | 152                          | Marco Bandiera               | 140º                         |                               |                               |                               |
| 73                                   | Francesco Failli                     | 58º                                  | 153                          | Francesco Chicchi            | R 19ª                        |                               |                               |                               |
| 74                                   | Matteo Rabottini                     | 60º                                  | 154                          | Michał Gołaś                 | 93º                          |                               |                               |                               |
| 75                                   | Andrea Guardini                      | EX 20ª                               | 155                          | Nikolas Maes                 | 106º                         |                               |                               |                               |
| 76                                   | Elia Favilli                         | NP 19ª                               | 156                          | Serge Pauwels                | 47º                          |                               |                               |                               |
| 77                                   | Pierpaolo De Negri                   | 120º                                 | 157                          | Michał Kwiatkowski           | 136º                         |                               |                               |                               |
| 78                                   | Luca Mazzanti                        | 116º                                 | 158                          | Martin Velits                | NP 18ª                       |                               |                               |                               |
| 79                                   | Alfredo Balloni                      | NP 19ª                               | 159                          | Julien Vermote               | 89º                          |                               |                               |                               |
| Manager: Luca Scinto                 | Manager: Luca Scinto                 | Manager: Luca Scinto                 | Manager: Davide Bramati      | Manager: Davide Bramati      | Manager: Davide Bramati      |                               |                               |                               |

### Legenda
| Legenda      | Legenda | Legenda        | Legenda                                                  |
| ------------ | --- | -------------- | -------------------------------------------------------- |
| Dorsale      | Dorsale di partenza del ciclista | Posizione      | Posizione finale nella classifica generale               |
| Maglia rosa  | Indica il vincitore della classifica generale                                                                                        | Maglia azzurra | Indica il vincitore della classifica dei GPM             |
| Maglia rossa | Indica il vincitore della classifica a punti                                                                                         | Maglia bianca  | Indica il vincitore della classifica dei giovani         |
| NP           | Indica un ciclista che non è ripartito in una tappa la mattina                                                                       | R              | Indica un ciclista che si è ritirato in una tappa        |
| FTM          | Indica un ciclista che ha concluso una tappa fuori tempo, ossia ha impiegato più tempo rispetto a quanto stabilito dal tempo massimo | EX             | Corridore escluso per non aver rispettato il regolamento |

## Corridori per nazione
| Numero ciclisti | Nazione |
| --------------- | --- |
| 58              | Italia |
| 19              | Spagna |
| 15              | Belgio |
| 13              | Francia |
| 7               | Australia, Paesi Bassi, Polonia                                                                                   |
| 6               | Svizzera |
| 5               | Danimarca, Austria, Regno Unito                                                                                   |
| 4               | Canada, Colombia, Stati Uniti                                                                                     |
| 3               | Germania, Norvegia, Russia, Venezuela                                                                             |
| 2               | Argentina, Kazakistan, Lituania, Lussemburgo, Nuova Zelanda, Rep. Ceca, Bielorussia, Sudafrica                    |
| 1               | Costa Rica, Estonia, Finlandia, Giappone, Lettonia, Ucraina, Uzbekistan, Portogallo, Slovenia, Slovacchia, Svezia |